# ホテルニュージャパン火災
ホテルニュージャパン火災（ホテルニュージャパンかさい）は、1982年（昭和57年）2月8日午前3時20分頃に東京都千代田区永田町2丁目のホテルニュージャパン（株式会社ホテルニユージャパン経営、地下2階、地上10階建、延床面積4万6,697平方メートル）で発生した火災。
直接の原因はイギリス人宿泊客の寝タバコの不始末だったが、同ホテルの内部構造上の問題に加え、当時同ホテルのオーナー兼社長だった横井英樹が行った利益優先主義に基づく経営や杜撰な防火管理体制なども被害拡大の要因となった。後に横井は、杜撰な防火管理体制の下に経営を行い、防火および消火設備の維持管理や従業員に対する指導を怠り、被害を拡大させたとして刑事責任を問われ、業務上過失致死傷罪により禁錮3年の実刑判決を受けている。

## 概要
火災は1982年（昭和57年）2月8日午前3時過ぎに発生した。ホテルニュージャパンの構造は鉄骨鉄筋コンクリート耐火造、地下2階、地上10階で、火災当時の状況は宿泊者352人、従業員21人、警備員5人だった。なお、宿直従業員数については正規従業員が22人、下請従業員が13人（警備5人、機械設備5人、清掃3人）、その他1人とする資料もある。
出火日時は当初は日本時間午前3時24分頃とされていたが、ホテルニュージャパン火災上告審判決では午前3時16分から17分頃としている（裁判記録などをもとにした調査研究では午前3時24分から26分には既に第1次フラッシュオーバーが発生していたとみられる）。出火場所は9階938号室のベッド付近でイギリス人男性が宿泊中だったが、寝タバコの火の不始末が原因で出火したものと推定されている。吸殻の放置が原因でベッドの毛布または敷布に着火したとされている。なお、この失火者のイギリス人男性はドアから廊下には避難していたが、後に死亡(焼死)が確認されている。
火災を発見したのはフロント係の一人で、仮眠をとるためエレベーターを使って9階で降りたところ、煙の臭いを感じ、938号室のドアの隙間から煙が噴き出しているのを発見した。火災を発見したフロント係は1階におりて、他のフロント係2人に必要事項を指示した。
消防機関の覚知日時は午前3時39分頃で119番通報によるものであった。ただし、最初に消防機関に通報したのはホテルの従業員ではなく通りがかりのタクシー運転手だった。また第2報も近くにある議員宿舎の人からで、同じく午前3時39分台になされたものだった。ホテルでは従業員のうち火災を発見したフロント係から必要事項の指示を受けたうちの1人が消防機関に通報したが、従業員は社長から叱責されるのを恐れており、従業員からの通報は発見から20分も後だった。

### 初期消火の状況
火災を発見したフロント係はルームサービス係とともにエレベーターで9階に行き、エレベーターホールに設置されていた消火器を持って938号室で使用したものの消火できなかった。フロント係は1階フロントに戻ってから再び9階に行き、屋内消火栓設備の起動ボタンを押したが作動しなかったとされた。しかし、後述のように、その後の裁判記録などをもとにした調査研究では、実際には開栓できたものの水圧に押されてホースを取り落としたため使用を断念したことが分かっている。初期消火の失敗により、以後は従業員による組織だった消火活動は行われなかった。
出火当時、10階には27人、9階に76人、8階以下に249人の宿泊客がいた。しかし、館内放送による火災の報知は行われなかった。9階では火災を発見したフロント係が廊下に出ていた数名の客をエレベーターで避難させ、続いて到着したガードマンがサービスステーション前にいた数名の客を避難階段に誘導した。10階では別のガードマンが廊下にいた数名の客を階段で避難させ、フロント係が2名を階段に誘導した。しかし、出火当時、従業員などによる避難誘導はほとんど行われなかった。
消防隊の到着時には9階が延焼中で取り残された多数の宿泊客が窓などから救助を求めており、繋いだシーツをロープ代わりにして降りようとする宿泊客もいた。しかし、熱さに耐えきれずに数人が飛び降りる状況で、この火災による死者33人のうち13人が窓から飛び降りて亡くなった（転落死者数については9階から11人、10階から3人とする資料もある）。

### 消防の対応
第一陣として麹町消防署永田町出張所第11特別救助隊（通称オレンジ、隊長・高野甲子雄）が出動した。第11特別救助隊は守衛の案内で9階に到着したが、非常口のドアが熱で変形して動かせず、屋上に上がり素手で4人を引き上げて救助した。素手での引き上げはマニュアルでは禁止されていたが、10階にも炎が到達していてロープは焼き切れる恐れがあったため素手による救助となった。その後もフラッシュオーバーの発生などもありながら客室内からの宿泊客の救助活動を行った。
この火災ではフラッシュオーバーの多さが指摘されており、火災発生階では発生以来約1時間に20回、平均して3分に1回の割合で発生していた。
現場からの「上階が激しく延焼し、要救助者が多数発生している」という状況報告を受け部隊を増強し、午前4時2分に最高ランクの出場態勢である「火災第4出場」、さらに基本運用規程外の応援部隊を出場させる「増強特命出場」と、多数の負傷者に対応するための「救急特別第2出場」をあわせて発令した。そして消防総監が現場に出向き「本部指揮隊車」（東京消防庁本庁にだけある指揮車の中で最も大きく重装備の車種）を使って出場全部隊を陣頭指揮するという、品川勝島倉庫爆発火災以来となる全庁を挙げての消火活動と救助活動を行った。
消防隊は救助活動を優先し、はしご車隊や特別救助隊などによって63人（2階屋上から9人、3階屋上から9人、8階から4人、9階から41人）が救助された。消防機関の活動態勢は、出動人員では、消防職員627名、消防団員22名を投入。出動車両では、消防ポンプ車48台、はしご車12台、救助車8台、救急車22台、空気補給車6台、消防ヘリコプター2機を含むその他27台が投入された。
なお、この火災が起きた翌9日の朝に日本航空350便墜落事故が発生し、相次ぐ惨事に東京消防庁とキー局は対応に追われた。
当時の様子はNHK『プロジェクトX 挑戦者たち』「炎上 男たちは飛び込んだ -ホテルニュージャパン・伝説の消防士たち-」および、テレビ朝日『林修の今、知りたいでしょ!』「特別編　昭和・平成の大事件から学ぶSP」として放送された。

### 被害
鎮火日時は2月8日12時36分。死者33人、負傷者34人を出す惨事となった（火災統計上の死者数は32人、ホテルニュージャパン火災上告審判決の判決文も「三二名が火傷、一酸化炭素中毒、頭蓋骨骨折等により死亡」としている）。建物の7階から10階までと塔屋部分の4,186平方メートルを焼損した。

## 問題点

### 防火管理体制
管理権限者である社長の防火意識が希薄で、必要な従業員等への防災教育や避難訓練を実施しておらず、火災時の通報連絡や初期消火のための体制も整備されていなかった。従業員や警備員は屋内消火栓の位置や正しい使用法、手動式非常ベルの操作法を知らなかった。

### 消防用設備等
スプリンクラーがほとんど設置されておらず、一部に防炎性能のないカーテンやじゅうたん等が使用されていた。客室の内装（じゅうたんやカーテン）やリネン類（シーツや毛布類）が燃焼時に可燃性有毒ガスを発生させた。
- スプリンクラーの設置に不備があった[4]
- 防火戸の中には温度ヒューズが溶融しているにもかかわらず開放状態のままのものがあった[4]。

また、非常用放送設備が故障しており、館内放送用の配線端子とケーブルも一部が接触不良の状態になっていた。館内非常ベルもあったものの、手動式で従業員が操作しない限り作動しない状態だった。
煙感知器に連動して閉じる防火扉も設置されていたが、廊下に敷かれたじゅうたんが邪魔で閉まらなかったとされ、この点は運営者の安全意識の欠如が指摘されている。

### 建築構造関係
竪穴区画や埋め戻しなどの点で防火区画が不完全で火災の延焼が早かったこと、居室や廊下の下地や仕上げ材に可燃性の材料が多く使われていたこと、防火戸の維持管理が不十分で一部は閉鎖できなかったことなどの問題があった。また、外国人宿泊客が多い施設での非常時の適正な情報伝達が課題になった。
- 客室の出入口扉が木製だった[4]。
- 客室間の間仕切壁の天井裏部分に間隙があった[4]。
- 客室間の間仕切壁の一部が木製だった[4]。
- 客室内浴室横のパイプ・ダクトシャフトにつながる換気ダクトや配管の埋め戻しが不完全だった[4]。
- パイプ・ダクトシャフトの防火区画壁の一部の埋め戻しが不完全だった[4]。
- 内装材に多くの可燃材が使用されていた[4]。

また、建物自体の構造についても裁判で「Y字三差型の複雑な基本構造」と指摘されるなど問題があった。フロアは直角ではなく120度の角度のY字型を組み合わせた平面設計になっていたため方向感覚が麻痺しやすい上、行き止まりの廊下も多く、初めての宿泊者にとって避難に困難を生じさせた。

## 火災に至る状況

### 利益第一主義と防災に対する無関心
ホテルニュージャパンが開業した1960年（昭和35年）当時の消防法では、防火設備に乏しい建物でも営業に問題は無かったが、1972年（昭和47年）5月13日深夜に発生した千日デパート火災を教訓に、特定防火対象物においてはスプリンクラーや防火扉などの設置義務と不燃材による内装施工必須、さらには既存不適格の防火対象物に対する設置基準と技術基準の遡及適用の実施を盛り込んだ改正消防法が1974年（昭和49年）に施行された。
この消防法改正により本件のホテルも1979年（昭和54年）3月31日までに、地下二階電気室等を除くほぼ全館にスプリンクラー設備または一定の代替防火区画の設置義務を生じた。このような中で1979年5月28日、横井英樹が当時経営難で存続の危機に瀕していたホテルニュージャパンを買収し、同ホテルのオーナー兼社長へ就任した。しかし、ホテルは赤字だったために人員が削減され、410人いた社員は180人足らずにまで激減し、仕事量の増加と給料の遅配などから職員の士気は低下しており、防災に資金を当てることも一切していない状況だった。4階から10階までにスプリンクラー設備は設置されず、4階及び7階に代替防火区画が設けられただけで、多くの階で可燃材が多く使用されたまま放置されるなど問題が残されていた（スプリンクラーヘッド自体はあるが配管がつながっていなかったものもあった）。また、防火戸や非常放送設備については、社長が少額の支出まで自らの決裁を要求して極端な支出削減方針を採っており、定期点検、整備、不良箇所の改修がされなかったため、自動的に閉鎖しない防火戸も多く、非常放送設備も故障等により一部使用不能の状態にあった。
川治プリンスホテル火災を契機に「適マーク」制度が導入され、1980年（昭和55年）に建築行政庁による一斉点検が行われたがホテルニュージャパンは建設当時の建築基準法に照らして適法とされ、A, B, C, D, Eの5段階評価でAとなっていた。ただし、ホテルニュージャパンは「適マーク」自体の交付は受けていなかった（1982年3月23日参議院地方行政委員会での高橋克彦運輸大臣官房観光部整備課長の答弁）。
ホテルニュージャパンの建物に対しては管轄する麹町消防署により、ほぼ半年に一回立入検査が行われ（火災直近では1981年（昭和56年）8月28日に実施）、毎回、立入検査結果通知書で防火用消防用設備の欠陥、消防計画の不備、避難訓練の未実施などの問題点が指摘されていた。同年9月11日、ホテルニュージャパンを管轄する麹町消防署から署長名義でスプリンクラー設備を未設置部分に設置すべき旨の命令書が出された。ホテルニュージャパンは麹町消防署の管轄だったが、東京消防庁査察課が乗り出して改修命令を手渡し、ホテル側は改修報告書を提出したが実際には報告書通りには実施されていなかった。

### 防火教育の不足および初動対応の不手際
先述の通り、出火日時は2月8日午前3時24分頃とされたが、ホテルニュージャパン火災上告審判決では午前3時16分から17分頃としている。その後の裁判記録等をもとにした調査研究では午前3時24分から26分には第1次フラッシュオーバーが発生しており、その数分前から938号室では炎が燃え広がっていたとみられている。
2月8日午前3時過ぎ、フロントマンをしていた当直従業員Aが別の当直フロント担当Dと勤務を交替した。この時に当直勤務に就いていた従業員はAを含めてルームサービス係B、ページ係C、フロント係Dの計4人がいた。従業員Aは、仮眠を取るために9階の当直従業員用の仮眠室として使用している一般客室968号室へ向かった。9階に上がった従業員Aは、嫌な臭さを感じたことからエレベーターホールに設置していた灰皿を確認したが異常はなかった。その直後にAは西棟中央ホール寄りの北側に位置する938号室から煙が噴出し、廊下の上部に煙の層が出来ているのを発見した。
従業員Aが仮眠をとるために9階に向かい、938号室付近で白煙が滞留しているのを発見したのは午前3時15分から16分頃とされている。従業員Aは一人で対応することに不安を覚え、エレベーターで1階に戻り、フロントに居合わせた数人に9階の部屋から煙が出ていることを告げた（午前3時16分から17分頃）。
従業員Aから火災発生の一報を受けた別の当直従業員B（ルーム係）とC（ページ係）の2人は、Aと共にマスターキーを持って9階へ上がった（Aはフロント係Dに警備員への連絡を指示したものの、他の適切な指示もできないまま9階に戻ることになった）。従業員Bが938号室の宿泊客に対してノックと声掛けをしたところ、客室内から英語で助けを求める声が聞こえたので、従業員Cはマスターキーを使ってドアを開けた。
一方、警備員への連絡を指示されたフロント係Dは、警備室に連絡したが、自動火災報知設備（自火報）が未作動であることを知り、これを誤作動と判断して他への連絡を据え置いた。また、警備室ではフロントから連絡を受けた警備員Aが仮眠していた4人を起こした。警備員Bに対してすぐ非常ベルを鳴らすよう命じた後、自身は9階の火災現場へ向かった。ところが警備員Aは、一人での対応には不安を感じたため、他の警備員と一緒に対応しようと考え、宿泊客らに対して直ちに避難を呼びかけるなどの対応を取らず、宿泊客らを部屋に残したまま警備室へ戻ってしまった。警備員Bは手動式非常ベルの操作方法を知らず、火災発生の緊急館内放送も行わなかった。
裁判記録等をもとにした調査研究では、938号室では午前3時19分から20分には炎が天井に達するほど発達していたとみられている。938号室のドアが開いたとき、客室内から全裸の外国人男性客がよろけながら出てきた。
従業員B（ルーム係）は中央ホールに設置されていた消火器を持参し、初期消火を試み、一時的に炎は消失したもののベッドの内部に火が残留しており、午前3時20分から21分頃に再燃した。当初は消火し切れなかったとされたが、その後の裁判記録等をもとにした調査研究では消火器の使用でベッド表層の火炎が一時的に消失したため、火が消えたと油断したことが指摘されている。再び燃焼が始まったため、従業員Bは直ぐに別の消火器を探したが、9階では見つけられずに階下の8階の中央ホールまで取りに行った。
一方、従業員A（フロント係）は9階の消火栓を使った消火を試みた（午前3時20分から21分頃）。これも当初は開閉バルブを開けることができなかったとされたが、裁判記録等をもとにした調査研究では、実際には開栓できたものの水圧に押されてホースを取り落としたため使用を断念したことがわかっている。
その結果、初期消火に失敗し、避難誘導の呼びかけも無秩序な部屋のノックだけで終わり、全館放送も行われないまま経過した。初期段階では火災発見から最初の3分間で火災を知らされた者が5人いたが、一方で従業員による不慣れな初期消火の対応が問題となった。第一発見者に関しては内線電話の使用に思いが至らず、自身がエレベーターを使って行き来している。
午前3時24分から26分頃には938号室及びその前の廊下でフラッシュオーバー現象による爆発燃焼（第1次フラッシュオーバー）が発生した。第1次フラッシュオーバーはすぐに立ち消えたが、これが原因で935号室ドアに着火して天井板が脱落し、外気が供給されて同室でフラッシュオーバーが発生した（午前3時29分から30分頃）。また、西館北側避難場所の鉄扉が開放していたため、午前3時26分から29分頃には938号室およびその前の廊下で本格的なフラッシュオーバー現象による爆発燃焼（第2次フラッシュオーバー）が発生した。

## 火災後の顚末

### 横井らの対応

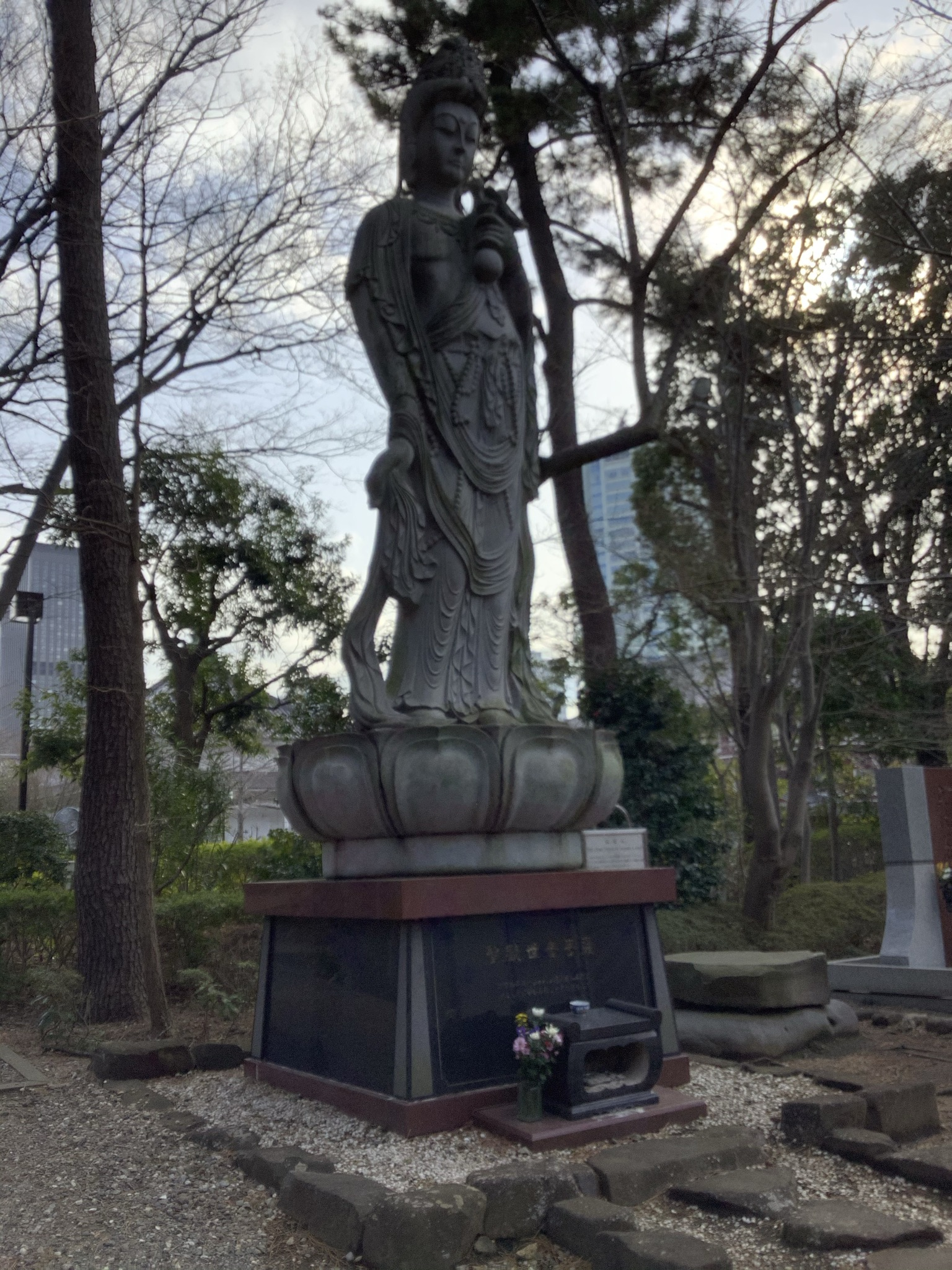
増上寺敷地内にあるホテルニュージャパン火災犠牲者慰霊の聖観世音菩薩像

本件ホテルの代表取締役社長である横井英樹は、火災発生現場に蝶ネクタイ姿で登場し、報道陣に対して拡声器で「本日は早朝よりお集まりいただきありがとうございます」「9階10階のみで火災を止められたのは不幸中の幸いでした」などと緊張感に欠ける発言をしたことに加え、「悪いのは火元となった宿泊客」と責任を転嫁する発言をした。
また横井は火災当時に人命救助よりもホテル内の高級家具の運び出しを指示したとされるが、その一方で同ホテルに保管されていた藤山愛一郎による中国近現代史料コレクション「藤山現代中國文庫」が焼失している。火災発生当時、警備室で対応にあたっていた警備員は、ホテル内にある家具類の搬出場所を指示した横井からの電話応対に追われていたため、いち早く現場に駆けつけて救助活動を始めようとしていた東京消防庁麹町消防署永田町出張所・第11特別救助隊隊長（当時）の高野甲子雄より「9階に行く非常階段を教えて欲しい」と言われても「今、社長と電話中だ」と言ってすぐに返事をしなかった。業を煮やした高野が警備員の胸倉を掴みながら「客の命がかかっているんです。すぐに教えてください!」と一喝したことで、警備員は初めて事の重大さと差し迫った危機を認知し、非常階段の場所を高野らに教えたという。横井は後に高野に「口止め料」として賄賂を持ち掛け、「どれだけ多くの人が亡くなったか分かっているのか? それを持って出ていけ!」と激怒した高野に追い返されたことも明らかになっている。
高野は本件火災において、外国人客（救助後に病院へ搬送されるも死亡が確認された）の救助活動中にフラッシュオーバー現象に遭って身体が炎に包まれ、喉元に激しい気道熱傷を負った（救出直後に水を飲んだことで大事には至らなかった）。当初、当該外国人客の救助には高野の部下である浅見昇が向かっていたが、部隊の中で最も俊敏な体力を有する浅見は、煙が充満した10階フロアで館内捜索と救助を実施していたため、空気呼吸器のボンベ内の空気を大量に消費していた。男性客の救助活動中に空気ボンベの残量が少なくなった旨の警報が鳴ったため、同僚隊員より「すぐに外へ脱出しろ」と指示された。このため浅見は、やむを得ず要救助者の宿泊客を部屋に残して屋上へ戻り、空気ボンベを交換後再度、先の要救助者の救助活動を自ら志願した。しかし、部屋の中はいつフラッシュオーバーが起きてもおかしくない状況だったため、高野自らが救助活動を行った。火傷を負った高野は救助活動続行を志願していたが、同行していた救急隊員に制止されて病院へ搬送されている。
横井の元部下は「横井は火災発生当時、ただ黙って途方に暮れ呆然としてばかりいて、部下に対して何一つ指示を出していなかった」と証言しているほか、当時の裁判記録には「儲けと経費削減に終始し安全を軽んじた横井の経営方針は『客を欺くのに等しい行為』と言われても仕方がない」とまで書かれている（フジテレビ系列『奇跡体験アンビリバボー』2015年10月8日放送分より）。
さらにホテルニュージャパンでは、必要最低限の人員による過酷な労働環境、従業員や警備員への給与遅滞、部下からの上申や要望が横井にことごとく退けられたことよる士気の低下、横井の極端なワンマン体制による組織間の意思疎通不足と、仕事に対する意欲低下が蔓延しており、加えて従業員への防災教育が完全に疎かになっていたため、火災発生時に火元の9階と上階の10階で宿泊客を避難誘導した従業員が誰一人としておらず、客はそれぞれ独自の判断で避難を余儀なくされた。1人の日系アメリカ人の実業家の客が、9階にいた他の宿泊客を避難誘導するために自主的に最後まで行動し、出張に同行していた部下を避難させた後に一酸化炭素中毒で死亡した。そのような中で従業員の大半は、社長の横井と共に呆然と立ち尽くすのみだった。
横井は火災発生翌日（2月9日）以降の記者会見で謝罪はしたものの、防火管理体制の不備などを報道陣より指摘されても、自身の責任については終始曖昧な発言を貫いた。横井の責任逃れともとれる言動は、遺族などから手厳しく非難された。
のちに横井は衆議院地方行政委員会へ参考人招致され、その席上では「従業員に対しては日頃からお客様の安全を守るように教育してきた」と述べていた。しかし実態は横井の答弁と正反対で、少ない人員の割に膨大な仕事量という環境から、従業員への防災訓練はほとんど行われていなかった（NHKアーカイブス「ホテルニュージャパン火災」動画より）。
ホテルニュージャパンは、火災発生から2日後の1982年2月10日に東京都より「消防法違反と業務上過失致死傷による営業禁止処分」を受けた。同年3月2日、東京消防庁は消防法第5条に基づき2階以上の部分の使用停止を命令。さらには同日、東京都都市計画局が建築基準法第9条第7項に基づき、是正措置が完了するまで2階以上の使用を禁止する命令を出した。同ホテルは火災事故直後、「出火お詫び」と題する文章が書かれた横井直筆の貼り紙を正面玄関前に掲示していたが、ほどなくして廃業している。また、犠牲となった宿泊客33人の仮通夜が営まれた港区芝公園四丁目の増上寺敷地内には、「ホテルニュージャパン火災事故の犠牲者を慰霊しその教訓を後世に伝えるための観音像」が火災事故から5年後の1987年2月8日に横井によって建立された。
同ホテルを事務所としていた戸川猪佐武は火災で損害を受けたため、他のテナントと共に社長の横井に対する損害賠償訴訟を起こした。

### 廃業後の建物
建物地下にあったナイトクラブ「ニューラテンクォーター」はホテルとは別営業だったため、火災後も1989年まで営業を続けていた。その閉店後、旧ホテルニュージャパンの建物は横井に対して多額の貸付を行っていた千代田生命保険によって、貸付金の回収を目的とした競売にかけられるが、火災等の曰く付きの土地を購入しようという投資家は見当たらず、千代田生命が自己落札し自ら敷地を保有した。
その間建物は都心部でも一際恵まれた好立地でありながら廃墟のまま放置され続けていたが、火災から14年後の1996年に解体された。跡地は千代田生命によって再開発事業が行われ、ビルが建設されていたが、2000年に千代田生命は経営破綻する。その後、プルデンシャル生命保険が森ビルと合弁会社を設立して土地と建設途中のビルを購入し、2002年にオフィスや賃貸マンションからなる「プルデンシャルタワー」として開業させている。

## 裁判
東京地裁および東京高裁は、オーナー兼社長の横井英樹について業務上過失致死傷罪で禁錮3年の実刑判決とし、最高裁（1993年11月25日最高裁）で上告が棄却され確定した。
なお、ホテルニュージャパン火災控訴審判決では「いやしくもホテル経営の任にある者は、その在任時における利用客らの生命、身体、財産の安全を確保するため、その責任において、消防用設備等についても消防法令の定める基準に適合したものを設置すべきことは当然」とし、「爾後みずからの責任において消防法令に適合したものを設置すべく努めなければならないものであって（もしその早急な設置が資金調達上困難であると判断すれば、消防法令違反及び事故発生の際の責任を避けたいのであれば、経営の移譲など受けるべきではなく、又は設置まで営業を休止すべきである。）」としている。

## 備考
- 犠牲者の中には、フォークバンドの高石ともや&ザ・ナターシャー・セブンのマネージャー・プロデューサーであった榊原詩朗がいた。
- 日本中央競馬会所属の調教師だった西塚十勝は東京滞在時の定宿にしており、火災当日は火災現場となった9階にチェックインしていた。チェックイン後に飲食のためなどに外出し、そのまま深夜まで戻らなかったため難を逃れた。なお西塚はこの火災の他、関東大震災・洞爺丸事故・ばんだい号墜落事故といった様々な災難をすんでの所で回避することが多い、驚異的な強運の持ち主としても知られている。
- ビートたけしは火災当日、北海道から帰京直後にホテルニュージャパンに宿泊しようとしたが持ち合わせがなく（たけしは仕事でホテルニュージャパンに宿泊する際、フジテレビのプロデューサーの便宜により宿泊料をフジテレビのプロデューサーの負担で宿泊させてもらっていた）、プライベートでの宿泊を予定していたため、やむを得ず新宿に在住していた高田文夫に借金し、そのまま新宿プリンスホテルに宿泊したために難を逃れた。たけしは火災当日のニュースを見て「真っ青になって。血の気が引いた」と感じたという。なお、たけしがストーリーテラーを務めるフジテレビの『奇跡体験!アンビリバボー』2015年10月8日放送回においてこの火災事故が関係者へのインタビューや再現ドラマを交えながら紹介された他[19][注 4]、2017年の『FNS27時間テレビ』でも自身の体験を振り返った[20]。
- 当時吉本興業は東京での定宿としてホテルニュージャパンを利用していたが[20]、明石家さんまは「廊下が霞がかっていたり、部屋の空気の回り方や音が気持ち悪く、寝つきが悪い」ことを理由とし、吉本に「追加料金を出すから宿を代えてくれ」と頼むと、他のタレントもこれに追従してホテルニュージャパンを使わなくなった。火災が発生したのはその数か月後だった。
- 23年後の2005年（平成17年）3月に品川同性愛者殺害事件を起こした犯人は、当時大学受験での宿泊中に火災に遭遇し、受験票と筆記用具を部屋に置いたまま避難している。
- 横井の孫であるヒップホップミュージシャンZeebraは当時、慶應義塾幼稚舎に在学中であったが、本事件を契機にいじめに遭い、最終的には転学している。なお、2019年にZeebraは「祖父が取り返しのつかない事をしたのは自分の運命です。ご迷惑を掛けた方には申し訳ない気持ちしかありません。自分はその分少しでも善行が出来ればと思って生きてます」とツイートした[21][22]。

## 本件に類似した火災
- 池之坊満月城火災（1968年11月2日に兵庫県神戸市の有馬温泉で発生し、30名の死者と44名の負傷者を出した。ホテルニュージャパン同様に消防より防火設備の不備を指摘されながら、改善しなかった）
- 大然閣ホテル火災事故（1971年11月25日に韓国の首都ソウルで発生し、163名の死者と63名の負傷者を出した。当時、宿泊客がシーツをロープ代わりに用いて脱出した模様が韓国で報道されており、これを記憶していた韓国人宿泊客が、この火災でも同様にシーツをつないで脱出した）
- 千日デパート火災（1972年5月13日に大阪市の千日デパートで発生した火災。原因が同じ煙草の不始末との推測があるほか本件同様、杜撰な防火管理体制と建物の欠陥施工により死者118名・負傷者81名という日本国内のビル火災史上最悪の大惨事となった）
- 川治プリンスホテル火災（1980年11月20日に栃木県藤原町=現：日光市で発生。45名の死者と22名の負傷者を出す戦後3番目の大惨事となり、ホテルニュージャパン同様、消防から防火設備の不備を指摘されながら改善しなかった）
- 船原ホテル火災（1983年11月24日に静岡県田方郡天城湯ケ島町=現：伊豆市で発生。死者は出なかったが、ホテルニュージャパンと同じく東洋郵船の経営であり、ここでも消防本部から出されていた度重なる消防設備の改善勧告を無視していたことなどが指摘された[23][24]）
- イクア・ボラーニョス大火災（2004年8月1日にパラグアイで発生。394名の死者・行方不明者と500名の負傷者を出す世界最悪の大惨事となり、本件と同じく火災時にオーナーが人命救助を優先させず死者が多数発生した）